# Loredana Taccani
(Loredana Taccani, Lettera a Pinocchio)
(Loredana Taccani, cover de La voce del silenzio)
Loredana Taccani, nota anche come Loredana, (Milano, 19 gennaio 1943), è una cantante italiana.

## Biografia
Figlia del Maestro Sandro Taccani (autore di evergreen come Chella llà e Come prima), debutta a quindici anni, firmando un contratto con la CGD, etichetta per cui pubblica alcuni 45 giri con l'orchestra di Gianni Ferrio, ottenendo un discreto riscontro con i brani Bevilacqua Gustavino (scritta da Nino Rastelli e Mario Panzeri) e Cinque ceci.
Nel 1959 partecipa allo Zecchino d'Oro: interpreta Lettera a Pinocchio, una canzone scritta da Mario Panzeri, in abbinamento con la bambina Giusi Guercilena.
La canzone non vince, ma ottiene un discreto successo, che aumenta l'anno successivo quando viene incisa da Johnny Dorelli.
Nel frattempo Loredana Taccani continua la carriera per tutto il decennio, incidendo per la Durium e per la North.
Nel 1962 partecipa al Burlamacco d'Oro con Gocce di stelle, in coppia con Brunetta.
Nel 1966 partecipa come attrice e cantante alla commedia musicale LE SEI MOGLI DI ERMINIO VIII, con Erminio Macario
Successivamente si ritira dall'attività musicale; in seguito diventa la segretaria di Rita dalla Chiesa.

## Discografia parziale

### Singoli
- 1958: Giorgio/Whisky facile (CGD, PV 2286)
- 1958: Giorgio (del Lago Maggiore)/Whisky facile (CGD, N 9038)
- 11 novembre 1958: Cinque ceci/Bevilacqua Gustavino (CGD, N 9200)
- 1960: La ragazza dinamite/Negra (CGD, N 9075)
- 1961: Signorina bella/Non è vero (che un quarto di luna) (CGD, N 9313)
- 1961: T'incontrerò/Scusa, scusa, scusami (Durium, Ld A 7039)
- 1963: Non fai per me/Il ragazzo dirimpetto (Durium, Ld A 7308)
- 1964: Provaci/Lo sport (Durium, Ld A 7367) con Il Complesso Santi Latora
- 1965: In capo al mondo/Come se niente fosse (North, C001)
- 1966: Amore di periferia/Gelsomino (North, C005)
- 1967: Canta canarito/Una casa in costruzione (North, C010)
- 1967: Como si nada/Al fin del mondo/Hierba verde/Me apuesto lo que quieras (CEM, CEM 5001)
- 1968: Un amore di periferia/Gelsomino (North, C012)